# 최재수
최재수 (崔在洙, 1983년 5월 2일 ~ )는 대한민국의 전 축구 선수이자 현 축구 지도자로 현재 강원 FC의 코치로 재직 중이며 현역 시절 포지션은 수비수였다.

## 유스팀 경력
홍천초등학교에서 축구를 시작해 후평중학교를 거쳐 강릉농공고등학교를 졸업한 뒤 연세대학교에서 2년 간 활약했다.

## 클럽 경력

### FC 서울
2004년 FC 서울과 계약하면서 프로 세계에 뛰어들었다. 입단 첫 시즌은 컵대회에서 7경기를 소화하며 프로에 적응했다. 2005년과 2006년 수원과의 리그경기에서 데뷔 골을 넣는 등 김동진의 로테이션으로 28경기에 출장했다. 하지만 2007시즌에 셰놀 귀네슈 감독이 부임하면서 입지가 흔들렸고 또한 부상이 덮치면서 주전 경쟁에서 완전히 밀려났다. 결국 2008년 광주 상무로 입대했다.

### 광주 상무 불사조
주전 경쟁에서 밀려났던 서울 시절과 달리 광주에서는 충분한 기회를 부여 받았고, 2년 동안 리그와 컵대회에서 44경기 출장해 3골 7도움을 올리며 맹활약했다. 특히 2009시즌 얇은 소속팀의 스쿼드를 극복하기 위해 풀백뿐만 아니라 미드필더와 윙어에서도 뛰는 멀티 자원으로 성장했다.

### 울산 현대
광주에서 제대 후 2010시즌을 앞두고 서울로 복귀했다. 하지만 2009년 겨울 최효진, 현영민 등 국가 대표급 사이드 풀백들이 대거 영입되면서 그의 입지는 또 다시 미미한 상황이 되었다. 이에 당시 사이드 자원의 공백으로 곤란을 겪던 울산으로 2년 계약을 맺으며 이적했다. 그러나 주전으로 입지를 다지기도 전에 서울 시절 그의 발목을 잡았던 김동진 역시 울산으로 오게 되면서 다시 위기에 빠졌다. 하지만 김동진이 부상으로 주춤하는 사이 자신의 능력을 마음껏 발휘하였고, 마침내 김동진을 밀어내고 울산의 주전을 꿰차는 데 성공했다. 2010년 29경기에 출전해서 6도움을 올리며 성공적으로 적응했다. 2011시즌 40경기에 출전해서 1골 11도움을 올리며 리그컵 우승과 K리그 준우승도 이끌며 프로 데뷔 후 최고의 한 해를 보냈다. 이후 2012년 여름 이적 시장에서 곽태휘의 로테이션이 필요했던 울산은 수원의 최성환을 강력하게 원했고 결국 트레이드가 성사되었다. 6월 27일 포항 전에서 1골 1도움의 맹활약을 펼치며 울산에서의 고별전을 빛냈다.

### 수원 삼성 블루윙즈
이적 후 주로 윙어로 출전하거나 교체 투입되어 조커로 활약했다. 2012년 8월 5일 K리그 25라운드 친정팀 울산과의 경기에서 중거리 슛으로 수원에서의 첫 골을 신고했다. 2013시즌 양상민이 군 입대를 하면서 생긴 왼쪽 수비 공백을 성남에서 이적해 온 홍철과 함께 메웠다.

### 포항 스틸러스
2015년 7월 21일, 포항의 조찬호와 6개월 간 맞임대로 트레이드되었다. 8월 15일 열린 전북과의 홈경기에서 프리킥 골을 성공시키며 포항에서의 데뷔골을 터트렸다. 또한 황선홍 감독의 고별 경기였던 FC 서울과의 시즌 최종전에서도 전반 16분 프리킥 골을 성공시키며 팀의 2-1 승리에 기여하였다.

### 전북 현대 모터스
2016시즌을 앞두고 전북으로 이적해서 12경기에 출장하는 등 준수한 경기력을 보여줬다.

### 경남 FC
2017시즌을 앞두고 최재수는 K리그 챌린지의 경남 FC에 입단했다.
배기종과 함께 베테랑으로써 팀을 잘 이끌어 20경기 1골 3도움을 기록하며 K리그 챌린지 우승에 기여하였고, 2018 시즌에는 포항 스틸러스전에서 통산 300경기 출전을 달성하였다.
2020년 겨울 이적시장에서 FA로 풀려 경남을 떠났으며 이후, 현역 은퇴를 선언하였다.

## 국가대표팀 경력
2012년 11월 14일 화성종합운동장에서 벌어진 호주와의 친선경기에서 교체출전하면서 처음으로 국가대표 유니폼을 입고 그라운드를 누볐다. 이후 2013년 2월 6일 런던에서 열린 크로아티아 전에서 선발 출장하지만 팀의 대패는 막지 못했다.

## 경력 통계

### 클럽
- 2015년 11월 30일 기준

| 클럽               | 시즌 | 리그 | 리그 | 국내 컵 | 국내 컵 | 리그 컵 | 리그 컵 | 대륙 대회 | 대륙 대회 | 합계 | 합계 |
| 클럽               | 시즌 | 출장 | 득점 | 출장    | 득점    | 출장    | 득점    | 출장      | 득점      | 출장 | 득점 |
| ------------------ | ---- | ---- | ---- | ------- | ------- | ------- | ------- | --------- | --------- | ---- | ---- |
| FC 서울            | 2004 | 0    | 0    | 0       | 0       | 7       | 0       | -         | -         | 7    | 0    |
| FC 서울            | 2005 | 17   | 1    | 1       | 0       | 0       | 0       | -         | -         | 18   | 1    |
| FC 서울            | 2006 | 4    | 0    | 1       | 1       | 7       | 0       | -         | -         | 12   | 1    |
| FC 서울            | 2007 | 0    | 0    | 0       | 0       | 1       | 0       | -         | -         | 1    | 0    |
| 광주 상무 불사조   | 2008 | 19   | 0    | 3       | 1       | 7       | 0       | -         | -         | 29   | 5    |
| 광주 상무 불사조   | 2009 | 14   | 3    | 2       | 1       | 4       | 0       | -         | -         | 20   | 4    |
| 울산 현대          | 2010 | 23   | 0    | 2       | 0       | 5       | 0       | -         | -         | 30   | 0    |
| 울산 현대          | 2011 | 34   | 0    | 4       | 0       | 6       | 1       | -         | -         | 44   | 1    |
| 울산 현대          | 2012 | 11   | 1    | 1       | 0       | -       | -       | 4         | 0         | 16   | 1    |
| 수원 삼성 블루윙즈 | 2012 | 19   | 1    | 1       | 0       | -       | -       | -         | -         | 20   | 1    |
| 수원 삼성 블루윙즈 | 2013 | 26   | 0    | 1       | 0       | -       | -       | 2         | 0         | 29   | 0    |
| 수원 삼성 블루윙즈 | 2014 | 10   | 0    | 0       | 0       | -       | -       | -         | -         | 10   | 0    |
| 수원 삼성 블루윙즈 | 2015 | 5    | 0    | 0       | 0       | -       | -       | 1         | 0         | 6    | 0    |
| 포항 스틸러스      | 2015 | 11   | 2    | -       | -       | -       | -       | -         | -         | 11   | 2    |
| 통산               | 통산 | 194  | 7    | 16      | 3       | 37      | 1       | 7         | 0         | 253  | 12   |

### 국가대표팀
- 2015년 3월 29일 기준

| 순번 | 날짜             | 장소   | 상대           | 결과   | 골 | 경고 | 퇴장 |
| ---- | ---------------- | ------ | -------------- | ------ | -- | ---- | ---- |
| 1    | 2012년 11월 14일 | 화성시 | 오스트레일리아 | 1:2 패 | 0  | -    | -    |
| 2    | 2013년 2월 6일   | 런던   | 크로아티아     | 0:4 패 | 0  | -    | -    |

## 수상 내역

### 클럽
FC 서울
- 삼성 하우젠컵 2006 우승

 울산 현대
- 러시앤캐시컵 2011 우승

 전북 현대 모터스
- AFC 챔피언스리그 2016 우승

 경남 FC
- K리그 챌린지 2017 우승

### 개인
- 러시앤캐시컵 2011 도움상
- K리그 챌린지 베스트 11 : (2017)

## 기타
은퇴 이후 2017년 협회에서 주관한 심판자격증을 수료하면서 2021년부터 고등학교 대학교 리그경기에 심판을 보고 있다.
그 후, 2023년부터 강원 FC 코치로 부임하여 지도자 생활을 시작하였다.